# Scotter
Scotter är en ort och civil parish i Storbritannien.   Den ligger i grevskapet Lincolnshire och riksdelen England, i den sydöstra delen av landet, 220 km norr om huvudstaden London. Scotter ligger 15 meter över havet och antalet invånare är 2 424.
Terrängen runt Scotter är platt, och sluttar västerut. Runt Scotter är det ganska tätbefolkat, med 70 invånare per kvadratkilometer. Närmaste större samhälle är Scunthorpe, 9,3 km norr om Scotter. Trakten runt Scotter består till största delen av jordbruksmark.